# Prionodon balboi
Prionodon balboi är en bladmossart som beskrevs av Tosco och Piovano 1956. Prionodon balboi ingår i släktet Prionodon och familjen Prionodontaceae. Inga underarter finns listade i Catalogue of Life.